# Fernando Paggi
Fernando Paggi (Turijn, 3 juli 1914 - Canobbio, 14 januari 1973) was een Zwitsers dirigent.

## Levensloop
Paggi was dirigent van het Radio Monte Ceneri Orkest en was tevens muzikaal directeur van het allereerste Eurovisiesongfestival, gehouden in Lugano in 1956. Zeven landen namen deel, die elk twee liedjes ten gehoor brachten. Paggi dirigeerde die avond zes van de veertien inzendingen: afgezien van de Zwitserse inzendingen (waaronder het winnende Refrain, uitgevoerd door Lys Assia), hielp hij de Nederlandse en de West-Duitse delegatie, die geen van beide een gastdirigent hadden afgevaardigd. In 1961 en 1964 reisde hij naar Cannes en Kopenhagen, waar hij de dirigent was van nog twee Zwitserse inzendingen. Daarmee heeft hij in totaal acht keer mogen dirigeren op het Eurovisiesongfestival.
Paggi was ook regelmatig te horen op de Zwitserse radio met zijn orkest Radiosa.

## Gedirigeerde liedjes op Eurovisiesongfestivals
- 1956: De vogels van Holland (Nederland)
- 1956: Voorgoed voorbij (Nederland)
- 1956: Im Wartesaal zum großen Glück (Duitsland)
- 1956: So geht das jede Nacht (Duitsland)
- 1956: Das alte Karussell (Zwitserland)
- 1956: Refrain (Zwitserland)
- 1961: Nous aurons demain (Zwitserland)
- 1964: I miei pensieri (Zwitserland)

- Gemeinsame Normdatei: 1064883532
- Historisch woordenboek van Zwitserland: 030247
- International Standard Name Identifier: 0000 0004 4450 733X
- MusicBrainz: 96c4ac5c-de8b-4c28-96db-d65f25419481
- Virtual International Authority File: 313405431
- WorldCat: E39PBJpYtJM73mpC9frwWmVcT3